# Vérteskethely
Vérteskethely – wieś na Węgrzech, w komitacie Komárom-Esztergom, w powiecie Kisbér. W 2018 roku zamieszkiwana przez 545 osób. Jej burmistrzem jest János Tóth.
Miejscowość była po raz pierwszy wzmiankowana w 1250 roku pod nazwą Teryen. W 1329 nosiła nazwę Tyrien, a w 1332 Kethel. Przedrostek Vértes dodano do nazwy wsi w 1913 roku.
W 1529 roku wieś została zniszczona przez Turków. W 1543 mieszkańcy wrócili do niej, jednakże sześć lat później Turcy ponownie obrabowali i spalili wieś oraz wymordowali większość mieszkańców. W 1642 roku wieś zaczęła ponownie się zaludniać. W XVIII wieku osiedlili się tam ewangelicy, kalwiniści i katolicy. W 1724 roku założono tam katolicką szkołę podstawową. Działały również szkoły ewangelickie i reformowane.
Według spisu ludności z lat 1784–1787 był to majątek hrabiego Jánosa Eszterházy i zamieszkiwało go 144 rodziny w 102 gospodarstwach. W 1848 roku wieś liczyła 810 mieszkańców, z których 449 było katolikami, 200 – protestantami, 156 – kalwinistami a 5 – żydami. Zajmowali się oni głównie uprawą winorośli i hodowlą trzody chlewnej.